# Tuchom
Tuchom je vesnice v okrese Nymburk, je součástí obce Košík. Nachází se asi 0,8 kilometru severovýchodně od Košíku. Sídlí zde Biofarma Košík s chovem romanovských ovcí, pěstováním zeleniny a se sýrařskou výrobou, kterou vlastní Dagmar Havlová, manželka Ivana M. Havla.

## Historie
První písemná zmínka o vesnici pochází z roku 1360.

## Přírodní poměry
Podél severní hranice katastrálního území Tuchom se nachází protáhlé území jedné z částí přírodní památky Dymokursko.

## Hospodářství
V Tuchomi sídlí Biofarma Košík s chovem romanovských ovcí, pěstováním zeleniny a se sýrařskou výrobou, kterou vlastní Dagmar Havlová, manželka Ivana M. Havla.